# Ilog Baliwag (Quezon)
Ilog Baliwag è un barangay delle Filippine, situato nel comune di Quezon, nella provincia di Nueva Ecija.

## Geografia fisica

### Territorio
Ilog Baliwag si trova nella parte centrale di Quezon. Ha un'altitudine di 30 metri sul livello del mare. Un torrente lo attraversa al centro, con vari canali di irrigazione collegati che si snodano attraverso di esso. Ilog Baliwag ha un tipo di terreno argilloso limo Quingua. Confina a nord e ad est con San Miguel, a sud con Santo Tomas Feria, a sud-ovest con Dulong Bayan e ad ovest con Bertese.

### Clima
| Ilog Baliwag        | Mesi | Mesi | Mesi | Mesi | Mesi | Mesi | Mesi | Mesi | Mesi | Mesi | Mesi | Mesi | Stagioni | Stagioni | Stagioni | Stagioni | Anno |
| Ilog Baliwag        | Gen  | Feb  | Mar  | Apr  | Mag  | Giu  | Lug  | Ago  | Set  | Ott  | Nov  | Dic  | Inv      | Pri      | Est      | Aut      | Anno |
| ------------------- | ---- | ---- | ---- | ---- | ---- | ---- | ---- | ---- | ---- | ---- | ---- | ---- | -------- | -------- | -------- | -------- | ---- |
| T. max. media (°C)  | 29   | 30   | 32   | 34   | 33   | 31   | 30   | 29   | 29   | 30   | 30   | 29   | 29,3     | 33       | 30       | 29,7     | 30,5 |
| T. min. media (°C)  | 19   | 20   | 20   | 22   | 24   | 24   | 24   | 24   | 24   | 22   | 21   | 20   | 19,7     | 22       | 24       | 22,3     | 22   |
| Precipitazioni (mm) | 4    | 6    | 7    | 12   | 61   | 89   | 96   | 99   | 81   | 88   | 37   | 13   | 23       | 80       | 284      | 206      | 593  |
| Giorni di pioggia   | 3    | 3    | 4    | 6    | 16   | 19   | 23   | 22   | 20   | 18   | 10   | 4    | 10       | 26       | 64       | 48       | 148  |

## Origini del nome
Ilog Baliwag è una parola filippina per fiume baliwag, che a volte si riferisce al corso d'acqua principale del barangay.

## Società

### Lingue
Le principali lingue parlate in Ilog Baliwag sono il filippino e l'inglese. Alcuni possono parlare Ilocano.

### Religione
La maggior parte dei residenti aderisce alla fede cattolica romana. Le religioni minori che vengono praticate sono le altre denominazioni cristiane. Ci sono due feste ampiamente celebrate a Ilog Baliwag: la principale è in onore dei Nazareno Nero ogni 9 gennaio, mentre quella minore viene celebrata ogni 3 maggio in onore della Madonna del Pilar.